# 瓦雷讷 (上加龙省)
瓦雷讷（法語：Varennes，法語發音：[vaʁɛn] ⓘ）是法国上加龙省的一个市镇，属于图卢兹区。

## 地理
瓦雷讷（43°28'37"N, 1°41'17"E）面积4.61 平方千米，位于法国奧克西塔尼大區上加龙省，该省份为法国西南部内陆省份，西南端与西班牙接壤，自此顺时针与上比利牛斯省、热尔省、塔恩-加龙省、塔恩省、奥德省和阿列日省接壤。
与瓦雷讷接壤的市镇（或旧市镇、城区）包括：下穆尔维尔、博瓦尔堡、莫尔蒙、圣热尔米耶、格拉斯河畔特雷邦。

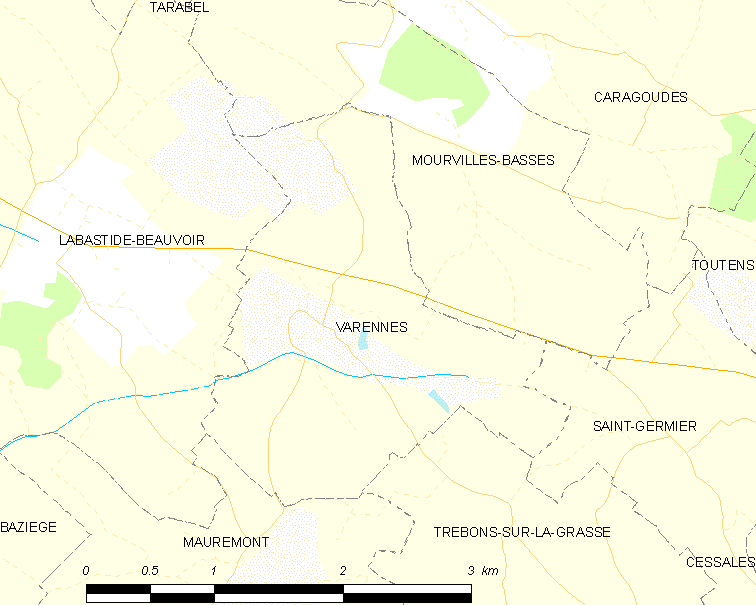
的OSM定位图

瓦雷讷的时区为UTC+01:00、UTC+02:00（夏令时）。

## 行政
瓦雷讷的邮政编码为31450，INSEE市镇编码为31568。

## 政治
瓦雷讷所属的省级选区为埃斯卡尔康斯县。

## 人口

1962-2008年间人口变化图示

瓦雷讷于2022年1月1日时的人口数量为256人。